# Carlo Denina
Carlo Giovanni Maria Denina (Revello (Piemont), 1731. február 28. – Párizs, 1813. december 5.) olasz történész, filológus és író. 

## Élete
Torinóban végezte teológiai és bölcsészeti tanulmányait és 1754-ben Pinerolóban a humán tudományok tanára lett. Ezt az állását azonban el kellett hagynia, mert tanítványaival olyan vígjátékot adatott elő, melyet Denina maga írt, s melynek éle a papok ellen irányult. 1756-ban a szónoklattan, majd a görög- és olasz nyelv és irodalom tanára lett a torinói egyetemen. A Firenzében álnév alatt kiadott, a szerzeteseket ostorozó Dell' impiego delle persone című műve miatt másodízben vesztette el állását és a vercelli szemináriumban 6 hónapi fogságot szenvedett, melynek kitöltése után a kormány szülőhelyére száműzte. Nagy Frigyes meghívására 1782-ben Berlinbe utazott, ahol az akadémia tagja lett és előbb a követségi tanácsos címet kapta, majd berlini kanonok lett. Clef des langues című művét I. Napóleonnak ajánlotta, aki ezért Deninát császári könyvtárnokká nevezte ki Párizsba, mely állását haláláig megtartotta. 

## Nevezetesebb művei
- Delle revoluzioni d'Italia libri ventiquattro (3 kötet, Torino, 1769-70)
- Storia dell' Italia occidentale (6 kötet, Torino, 1809-10)
- La Russiade (Berlin, 1799) (eposz, melyben Nagy Péter orosz cárt magasztalja)